# Xenia indivisa
Xenia indivisa är en korallart. Xenia indivisa ingår i släktet Xenia och familjen Xeniidae. Inga underarter finns listade i Catalogue of Life.